# ダウト〜あるカトリック学校で〜
『ダウト〜あるカトリック学校で〜』（原題: Doubt）は、2008年のアメリカ映画。ジョン・パトリック・シャンリーによる戯曲『ダウト 疑いをめぐる寓話』を映画化した。
第81回アカデミー賞では主演女優賞、助演男優賞、助演女優賞、脚色賞の4部門にノミネートされた。

## あらすじ
1964年、ニューヨーク。厳格なカトリック学校の校長シスター・アロイシアスは、まだ年若い教師であるシスター・ジェイムズに、全ての事に疑惑をもって当たれと厳命していた。そんな折、進歩的で生徒達の人気も高いフリン神父が、黒人少年ミラーと性的な行為を行なったという疑いをジェイムズは持ち、アロイシアスに告白する。僅かな証拠からその疑いが確信に変わるのを感じたアロイシアスはフリンを問い詰めるが、フリンは単なる勘違いであると具体的に証明し、ジェイムズは疑いを解く。しかし「神の意に沿う行為を為すためには、神より遠ざかる手段をとることも辞さない」との信念を持つアロイシアスは、執拗にフリンの「罪」を追及してゆくのだった。

## キャスト
※括弧内は日本語吹き替え
- シスター・アロイシアス - メリル・ストリープ（弥永和子）
- フリン神父 - フィリップ・シーモア・ホフマン（浦山迅）
- シスター・ジェイムズ - エイミー・アダムス（桑島法子）
- ミラー夫人 - ヴィオラ・デイヴィス（喜田あゆ美）
- シスター・ヴェロニカ - アリス・ドラモンド（堀絢子）
- シスター・レイモンド - オードリー・ニーナン（土井美加）
- カーソン夫人 - スーザン・ブロンマート
- クリスティン・ハーレイ - キャリー・プレストン
- ウォーレン・ハーレイ - ジョン・コステロー
- ジミー・ハーレイ - ロイド・クレイ・ブラウン
- ドナルド・ミラー - ジョセフ・フォスター2世
- ノレーン・ハロン - ブリジット・ミーガン・クラーク

## スタッフ
- 監督/脚本：ジョン・パトリック・シャンリー
- 製作：スコット・ルーディン、マーク・ロイバル
- 製作総指揮：セリア・コスタス
- 撮影：ロジャー・ディーキンス
- プロダクションデザイン：デヴィッド・グロップマン
- 衣装デザイン：アン・ロス
- 編集：ディラン・ティチェナー
- 音楽：ハワード・ショア

## 製作
撮影は2007年12月1日から行われた。ベッドフォード・スタイベサント地区等を含むブルックリン内の複数の場所で撮影が行われた。

## 評価

### 受賞歴
| 賞                                     | 部門                     | 候補者                                                                                        | 結果       |
| -------------------------------------- | ------------------------ | --------------------------------------------------------------------------------------------- | ---------- |
| アカデミー賞                           | 主演女優賞               | メリル・ストリープ                                                                            | ノミネート |
| アカデミー賞                           | 助演男優賞               | フィリップ・シーモア・ホフマン                                                                | ノミネート |
| アカデミー賞                           | 助演女優賞               | エイミー・アダムス                                                                            | ノミネート |
| アカデミー賞                           | 助演女優賞               | ヴィオラ・デイヴィス                                                                          | ノミネート |
| アカデミー賞                           | 脚色賞                   | ジョン・パトリック・シャンリー                                                                | ノミネート |
| 英国アカデミー賞                       | 主演女優賞               | メリル・ストリープ                                                                            | ノミネート |
| 英国アカデミー賞                       | 助演男優賞               | フィリップ・シーモア・ホフマン                                                                | ノミネート |
| 英国アカデミー賞                       | 助演女優賞               | エイミー・アダムス                                                                            | ノミネート |
| シカゴ映画批評家協会賞                 | 主演女優賞               | メリル・ストリープ                                                                            | ノミネート |
| シカゴ映画批評家協会賞                 | 助演男優賞               | フィリップ・シーモア・ホフマン                                                                | ノミネート |
| シカゴ映画批評家協会賞                 | 助演女優賞               | エイミー・アダムス                                                                            | ノミネート |
| シカゴ映画批評家協会賞                 | 助演女優賞               | ヴィオラ・デイヴィス                                                                          | ノミネート |
| シカゴ映画批評家協会賞                 | 脚色賞                   | ジョン・パトリック・シャンリー                                                                | ノミネート |
| クリティクス・チョイス・アワード       | 作品賞                   |                                                                                               | ノミネート |
| クリティクス・チョイス・アワード       | 主演女優賞               | メリル・ストリープ                                                                            | 受賞       |
| クリティクス・チョイス・アワード       | 助演男優賞               | フィリップ・シーモア・ホフマン                                                                | ノミネート |
| クリティクス・チョイス・アワード       | 助演女優賞               | ヴィオラ・デイヴィス                                                                          | ノミネート |
| クリティクス・チョイス・アワード       | アンサンブル演技賞       |                                                                                               | ノミネート |
| クリティクス・チョイス・アワード       | 脚本賞                   | ジョン・パトリック・シャンリー                                                                | ノミネート |
| ダラス・フォートワース映画批評家協会賞 | 助演女優賞               | エイミー・アダムス                                                                            | 受賞       |
| デトロイト映画批評家協会賞             | 主演女優賞               | メリル・ストリープ                                                                            | ノミネート |
| デトロイト映画批評家協会賞             | 助演女優賞               | エイミー・アダムス                                                                            | ノミネート |
| ゴールデングローブ賞                   | 主演女優賞（ドラマ部門） | メリル・ストリープ                                                                            | ノミネート |
| ゴールデングローブ賞                   | 助演男優賞               | フィリップ・シーモア・ホフマン                                                                | ノミネート |
| ゴールデングローブ賞                   | 助演女優賞               | エイミー・アダムス                                                                            | ノミネート |
| ゴールデングローブ賞                   | 助演女優賞               | ヴィオラ・デイヴィス                                                                          | ノミネート |
| ゴールデングローブ賞                   | 脚本賞                   | ジョン・パトリック・シャンリー                                                                | ノミネート |
| ヒューストン映画批評家協会賞           | 助演女優賞               | ヴィオラ・デイヴィス                                                                          | 受賞       |
| ヒューストン映画批評家協会賞           | キャスト賞               |                                                                                               | 受賞       |
| ナショナル・ボード・オブ・レビュー賞   | ブレイクスルー女優賞     | ヴィオラ・デイヴィス                                                                          | 受賞       |
| ナショナル・ボード・オブ・レビュー賞   | キャスト賞               |                                                                                               | 受賞       |
| パームスプリングス国際映画祭           | スポットライト賞         | エイミー・アダムス                                                                            | 受賞       |
| フェニックス映画批評家協会賞           | 主演女優賞               | メリル・ストリープ                                                                            | 受賞       |
| サテライト賞                           | 映画主演女優賞（ドラマ） | メリル・ストリープ                                                                            | ノミネート |
| サテライト賞                           | 助演男優賞               | フィリップ・シーモア・ホフマン                                                                | ノミネート |
| サテライト賞                           | 助演女優賞               | ヴィオラ・デイヴィス                                                                          | ノミネート |
| サテライト賞                           | 脚色賞                   | ジョン・パトリック・シャンリー                                                                | ノミネート |
| 全米映画俳優組合賞                     | 主演女優賞               | メリル・ストリープ                                                                            | 受賞       |
| 全米映画俳優組合賞                     | 助演男優賞               | フィリップ・シーモア・ホフマン                                                                | ノミネート |
| 全米映画俳優組合賞                     | 助演女優賞               | エイミー・アダムス                                                                            | ノミネート |
| 全米映画俳優組合賞                     | 助演女優賞               | ヴィオラ・デイヴィス                                                                          | ノミネート |
| 全米映画俳優組合賞                     | キャスト賞               | エイミー・アダムス、ヴィオラ・デイヴィス、 フィリップ・シーモア・ホフマン、メリル・ストリープ | ノミネート |
| セントルイス映画批評家協会賞           | 助演女優賞               | エイミー・アダムス                                                                            | ノミネート |
| セントルイス映画批評家協会賞           | 助演女優賞               | ヴィオラ・デイヴィス                                                                          | 受賞       |
| ワシントンD.C.映画批評家協会賞         | 主演女優賞               | メリル・ストリープ                                                                            | 受賞       |
| ワシントンD.C.映画批評家協会賞         | キャスト賞               |                                                                                               | 受賞       |

## 参照
1. 1 2  “Doubt (2008)” (英語).  Box Office Mojo. 2010年9月27日閲覧。
2. ↑  Pincus-Roth, Zachary (2007年4月19日). “Meryl Streep and Philip Seymour Hoffman to Star in Doubt Film”. Playbill.  オリジナルの2007年4月27日時点におけるアーカイブ。 2008年2月7日閲覧。
3. ↑  “The benefit of the 'Doubt'”. Daily News (New York). (2008年2月5日) 2008年2月7日閲覧。